# Synagelides wangdicus
Synagelides wangdicus är en spindelart som beskrevs av Andrzej Bohdanowicz 1978. Synagelides wangdicus ingår i släktet Synagelides och familjen hoppspindlar. Inga underarter finns listade i Catalogue of Life.